# Leia rufithorax
Leia rufithorax är en tvåvingeart som beskrevs av Freeman 1951. Leia rufithorax ingår i släktet Leia och familjen svampmyggor. Inga underarter finns listade i Catalogue of Life.